# Screenwise

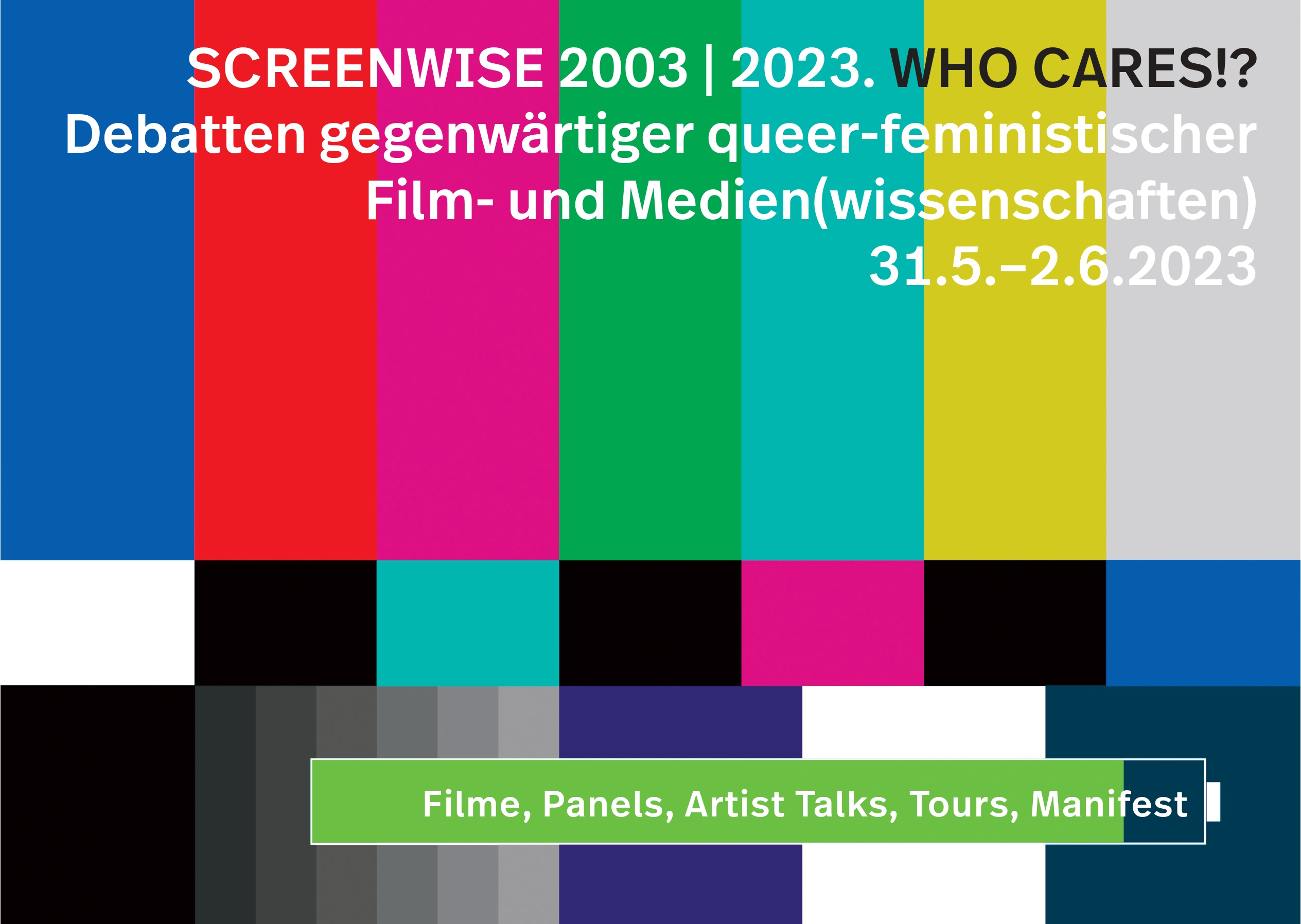
Screenwise 2023

Screenwise ist der Übertitel einer vierteiligen, internationalen Konferenz-Reihe zu (queer)feministischer Film- und Medienwissenschaft, die von 2003 bis 2023 in Wien veranstaltet wurde.
Auf die erste Veranstaltung „Screenwise. Standorte und Szenarien zeitgenössischer feministischer Film- und TV-Wissenschaften“ 2003, folgte 2012 „Screenstrike. Gender – Medien – Kritik“, sowie 2020/21 die dritte und digitale Konferenz „Screenfest. Queer Film Festivals im Kontext“. Vom 31. Mai bis 2. Juni 2023 fand die Jubiläumsausgabe „Screenwise 2003 | 2023. Who Cares!? Debatten gegenwärtiger queer-feministischer Film- und Medien(wissenschaften)“ statt.

## „Screenwise“ 2003
Die initiierende Veranstaltung „Screenwise. Standorte und Szenarien zeitgenössischer feministischer Film- und TV-Wissenschaften“ fand als internationale Tagung vom 15. bis 18. Mai 2003 in Wien im Project Space der Kunsthalle Wien am Karlsplatz und im Österreichischen Filmmuseum statt, wobei über 20 internationale Sprecher und rund 400 Teilnehmer an den Veranstaltungen der „Screenwise“ teilnahmen. Die Konferenz verstand sich als Bestandsaufnahme mit dem Ziel, feministische Film- und TV-Wissenschaften in Österreich sichtbar zu machen und einen transnationalen, transdisziplinären Denkraum zu Kino und Fernsehen zu öffnen.
Veranstaltet wurde „Screenwise“ von SYNEMA (Gesellschaft für Film und Medien Wien), dem VFW (Verband feministischer Wissenschafterinnen. Verein zur Förderung freier feministischer Wissenschafterinnen und feministischer Wissenschaften in Österreich) und dem Institut für Kulturmanagement und Kulturwissenschaft (heute: Institut für Kulturmanagement und Gender Studies) der Universität für Musik und darstellende Kunst Wien.
Konzeptionell und organisatorisch ist die Konferenz von Monika Bernold, Andrea Braidt, Claudia Preschl und Brigitte Mayr in einem Zusammenschluss feministischer Wissenschaftlerinnen umgesetzt worden.
Die Tagung wurde durch vier Panels mit unterschiedlichen thematischen Schwerpunkten strukturiert. Ihnen vorangestellt wurden je 2 moderierte Eröffnungsvorträge. Begonnen hat die Konferenz mit der internationalen Podiumsdiskussion „ScreenPolitics: Die Macht des Politischen im medialen Feld“ unter der Moderation von Claudia Preschl mit den Teilnehmenden Annette Bauerhoch, Sabine Derflinger, Carola Dertnig, Antonia Lant und Marcella Stecher. Analog wurde am letzten Konferenztag die Abschlussdiskussion „ScreenVisions: Ergebnisse und Perspektiven“ unter der Moderation von Roth Noack veranstaltet.
Im Anschluss wurden die Ergebnisse der internationalen Konferenz in einem Sammelband unter dem Namen Screenwise: Film, Fernsehen, Feminismus dokumentiert und veröffentlicht.

### Inhaltliche Schwerpunkte
Ausgehend von vier thematischen Schwerpunkten befasste sich die Konferenz sowohl mit historischen, als auch gegenwärtigen Verhältnissen von Gender in der Film- und Fernseh-Rezeption, Analyse und Praxis, die „Fragen nach Konstitution und Reflexion des Subjekts der zeitgenössischen Theorie zu Kino und TV aufwerfen“.
1. Visuelle Praxen im Kontext von Feminismus, Sexualität, Gender, Politik: In diesem ersten thematischen Schwerpunkt setzten zum einen die Beziehung zwischen feministischer Theorie und filmischer Praxis einen Fokus und zum anderen wurden konkrete theoretische Ansätze feministischer Repräsentationsstrategien diskutiert. Dadurch sollten visuelle Praxen auf die Möglichkeiten und Bedingungen eines kritischen Handelns hin befragt werden.[5] Die beiden Vorträge zu diesem Themenblock wurden von Laura Mulvey und Berenice Reynaud gehalten und von Heike Klippel moderiert; das begleitende Panel unter Moderation von Gabriele Jutz bestand anschließend aus Andrea Seier, Evamaria Trischak, Hedwig Wagner und Doro Wiese.[6][7]
2. Feministische Positionen zum Frühen Kino. Der Wunsch nach einem Gegenkino: Unter Berufung auf die zentrale Position filmhistorischer Forschung in der frühen feministischen Filmtheorie der 1970er-Jahre wurden in diesem Schwerpunkt gegenwärtige feministische Positionen zur Filmgeschichte vorgestellt. Dabei ging es um das subversive Potential des frühen Kinos, um Schaulust und um feministische Analysen konkreter Produktionsfirmen (Saturn) und Schauspielerinnen (Gisela Werbezirk, Asta Nielsen) des frühen Kinos.[8] Vortragende waren Heide Schlüpmann sowie Eva Warth und das Panel setzte sich aus Gaby Babic, Heike Prager, Nicole Sang, Birgit Peter und Elisabeth Streit zusammen. Moderiert wurden die Vorträge von Claudia Preschl und das Panel von Alexandra Seibel.[9][7]
3. Discursive and imaginary spaces: TV's elsewheres and nowheres: Der thematische Schwerpunkt stand unter der Annahme, dass Fernsehen eine spezifische raum/zeitliche Anordnung konstituiere und diese massiv geschlechtlich konnotiert ist. Die Beiträge der Konferenz stellten sich demzufolge die Frage, wie feministische TV-Wissenschaften zu den Rekonfigurationen der politischen, sozialen und imaginären Räume und Raumwahrnehmungen beitragen können.[10][11] Die Key-Note-Speakerinnen dieses Blocks waren Margaret Morse und Joke Hermes, während sich das Panel aus Susanne Lummerding, Jyoti Mistry sowie Mari Pajala zusammensetzte. Monika Bernold und Sabine Prokop waren für die Moderationen verantwortlich.[7]
4. Gender und Genre in den Film- und TV-Wissenschaften: In diesem inhaltlichen Block wurden auf der Konferenz die Fragen behandelt, inwiefern Gender- und Genretheorie ähnliche Themen bearbeiten und wie mit einer potentiellen Essentialisierung von Gender und Genre in Film- und TV-Theorie umgegangen werden kann. Dafür setzten sich die Konferenzbeiträge anhand metatheoretischer und methodologischer Fragestellungen kritisch mit der gemeinsamen Analyse von Gender und Genre auseinander und gaben Einblick in die zur Zeit der Konferenz gegenwärtigen Debatten der Gender- und Genreforschung in den Film sowie TV-Wissenschaften.[10][12] Die Vorträge dieses Themenblocks wurden von Christine Gledhill und Irmela Schneider mit Moderation durch Andrea Braidt gehalten, während Henrike Hölzer, Verena Kuni, Katrin Oltmann und Susanne Rieser Teil des dazugehörigen Panels waren, das von Ines Steiner moderiert wurde.[7]

### Filmreihe und Videolounge
Begleitend zu den theoretischen Vorträgen und Diskussionen gab es mit der von Mikki Muhr im Project Space der Kunsthalle eingerichteten Videolounge „Changierende Bänder“ und der von Katja Wiederspahn kuratierten Filmreihe „Bilderlust“ im Filmmuseum zwei Programmpunkte, die Beispiele feministischer Film- und Videopraxis präsentierten.
Im Rahmen der Filmreihe „Bilderlust“ wurden in fünf Programmen Filme von u. a. Laura Mulvey & Peter Wollen, Eva Heldmann, Linda Christanell, Elfi Mikesch, Valie Export, Christine Noll Brinckmann, Mara Mattuschka, Marguerite Duras, Chantal Akerman und Chu Yuan gezeigt. Die Vorstellungen fanden zum Teil in Anwesenheit der Filmemacherinnen statt.
In der Videolounge „Changierende Bänder“ waren Arbeiten von u. a. Karin Sulimma, Ulrike Müller, Linda Bilda und Hito Steyerl zu sehen.

### Workshops
Ergänzt wurde das Konferenzprogramm durch drei Workshops mit Blick auf die Verbindungen theoretischer feministischer Arbeit und feministischen Praxen im Bereich von Film und Fernsehen.
Karola Gramann hat unter dem Titel „Man nehme... – Aspekte des Programmierens. Praxis und Theorie“ einen Workshop zur Kunst des Filmprogrammierens angeboten. Neben Kurzfilmen vom Frühen Kino bis zur Gegenwart, hat sie dabei auch Beispiele aus ihrer eigenen Arbeit „...und wenn du eine Rose siehst“ vorgestellt.
Von Johanna Schaffer und Marcella Stecher wurde der Workshop „Kräftige Oberarme? Verschiebbare Versprechen? – Zur Frage nach radikalen Sexpolitiken (d. h. alternativen Körper- und Begehrenskonzepten) in lesbischen, queeren Film/Video-Bildern mit S/M-Bezug“ veranstaltet. Befasst haben sie sich dabei mit SM als kommunaler Praxis in einem queeren Anknüpfen an Debatten um Sexualität, Macht, Repräsentation und Fantasie.
Ausgehend vom Dokumentarfilm „fremd gehen. Gespräche mit meiner Freundin“ von Eva Heldmann hat diese zusammen mit Katja Wiederspahn den Workshop „Nomadinnen der Lüste – Feministische Filmarbeit im 21. Jahrhundert. Avantgarde ohne Publikum?“ angeboten.

## „Screenstrike“ 2012
Die Konferenz „Screenstrike. Gender – Medien – Kritik“ fand vom 10. bis 12. Mai 2012 im Atelierhaus der Akademie der bildenden Künste in Wien statt. Als internationales Kooperationsprojekt, initiiert von der AG Gender und Medien der Gesellschaft für Medienwissenschaft, wurde „Screenstrike“ von Andrea Braidt, Angela Koch, Brigitte Mayr, Sabine Nessel, Andrea Seier und Hedwig Wagner konzipiert.
Mit 40 Mitwirkenden wurde in Vorträgen, Panels, Screenings und Workshops der Frage nachgegangen, wie das gegenwärtige Kritikpotenital der Gender Studies und Medienwissenschaft in Schnittstellen von medialen und geschlechterpolitischen Ordnungen auszumachen ist.

## „Screenfest“ 2020/21
Konzipiert und organisiert von Andrea Braidt, Nicole Kandioler-Biet, Claudia Slanar und Katja Wiederspahn fand „Screenfest. Queer Film Festivals im Kontext“ von Oktober 2020 bis Jänner 2021 statt. Mit 35 Experten aus Forschung und Praxis wurde die Relevanz von queer-feministischen Filmfestivals international und national auf ihren Einfluss auf feministische und LGBTQI+-Communitys, auf lokale Standorte, sowie den filmwissenschaftlichen Sektor befragt. In Anbindung an Queertactics. Queer_feministisches Filmfestival Wien wurden im Rahmen eines Symposiums sechs Online-Paneldiskussioneneben veranstaltet.
Nachfolgend wurde unter dem Konferenztitel eine Sammlung der Ergebnisse der Veranstaltungsreihe als „Policy Recommendations zur nachhaltigen Förderung der Kunstproduktion, Kultur- und Festivalarbeit im Bereich des Queer Films durch Bund und Länder“ herausgebracht.

## „Screenwise 2023. Who Cares?“
Die Jubiläumsausgabe „Screenwise 2003 | 2023. Who Cares!? Debatten gegenwärtiger queer-feministischer Film- und Medien(wissenschaften)“ wurde vom 31. Mai bis 2. Juni 2023 veranstaltet. Unter der Konzeption und Organisation von Monika Bernold, Andrea Braidt, Claudia Walkensteiner-Preschl und Brigitte Mayr wurde vom Leitungsteam der ersten Screenwise-Ausgabe das 20-jährige Jubiläum der internationalen „Screenwise“ Konferenz bestritten. Dieses wurde als Projekt des Institut für Theater-, Film- und Medienwissenschaft der Universität Wien, des Institut für Film und Fernsehen der Filmakademie Wien, der Universität für Musik und darstellende Kunst Wien, sowie SYNEMA (Gesellschaft für Film und Medien Wien) realisiert.
In Kooperation mit dem Tanzquartier Wien, dem mumok und dem Belvedere 21 haben die drei Standorte jeweils einen Tag über das Programm der Konferenz beherbergt. „Screenwise“ ging unter dem Stichwort von care mit rund 20 internationalen Experten Fragen von Arbeit, Ästhetik und Ethik in queer-feminisitscher Film- und Medienwissenschaft, sowie Film- und Medienpraxis nach. In Verbindung mit der Begrifflichkeit der „Medien der Sorge“ wurde vor allem ein feministisches Sorge-Tragen im Kontext von Nachhaltigkeit und rassistischen Diskriminierungsstrukturen befragt.

### Pre-Programm
Als Auftakt der Konferenz fand am 31. Mai 2023 im Blickle-Kino des Belvedere 21 die dritte Ausgabe der Vortragsreihe “Tipping Point Talk – Queering Methodologies für Theater, Film und Medien” statt, die seit 2022 von Andrea Braidt und Nicole Kandioler-Biet über das Institut für Theater-, Film- und Medienwissenschaft der Universität Wien organisiert wird. Unter dem Titel “Archival Encounters with race, gender and sexuality” war Jyoti Mistry geladen und diskutierte mit dem Konzept einer Alphabetisierung von Gewalt und Freiheit ihre Kurzfilme When I grow up I want to be a black man (2017) und Cause of Death (2020).
Am 1. Juni 2023 folgten zwei weitere Programmpunkte des Vorprogramms sowie die Eröffnungsveranstaltung der Konferenz. Zunächst fand im mumok unter dem Titel “Feministisch betrachtet, neugierige Praxis” eine von Mikki Muhr und JG Danso geleitete Führung durch zwei Ausstellungen des Museums statt. Dieser Programmpunkt baute auf dem seit 15 Jahren von Mikki Muhr im mumok veranstalteten Führungs- und Gesprächsformat “Feministisch Betrachtet – eine feministische Praxis feministischer Theorien/Wissens” auf.
In Kooperation mit dem Belvedere 21 fand anschließend eine „Queer History Tour“ durch den 10. Wiener Gemeindebezirk Favoriten statt, die von Birgit Peter und Gin Müller geleitet wurde. Die Tour führte durch den Kurpark Oberlaa mit dem Drehort des Monumentalfilms Sodom & Gomorrha, den Böhmischen Prater, das Kreta-Viertel und endete am Reumannplatz.
Im Kino des mumok wurde die Konferenz am Abend mit einer Vorführung des österreichischen Dokumentarfilms Feminism WTF sowie einem anschließenden Publikumsgespräch mit Regisseurin Katharina Mückstein offiziell eröffnet.

### Paneldiskussionen
Der Tagungsteil der Konferenz fand abschließend am 2. Juni 2023 in den Studios des Tanzquartier Wien statt, umfasste zwei Debattenrunden und endete mit einem Workshop zur inhaltlichen Reflexion. Die perspektivische Rahmung der Veranstaltungen bildeten die Fragen danach, „wer feministische Claims erhebt (who cares where?)“ und „auch wie sich feministische film- und medienwissenschaftliche Positionen im Zuge dringlicher politischer Debatten gestalten (how to care?)“.
Die erste Debattenrunde fand unter dem Titel “Rassismen bekämpfen in queer-feministischer Film- und Medienpraxis/-wissenschaft: dekolonial Denken aus feministischer Perspektive” statt. Moderiert von Nanna Heidenreich, waren Djamila Grandits, Jyoti Mistry und Katrin Köppert zum Panel geladen. Mit Anbindung an Praxisfelder in Regie und Kuration wurde Fragen nach antirassistischen Strategien im Spannungsfeld von Wissenschaft und Aktivismus nachgegangen.
Die zweite Debattenrunde befasste sich mit dem Thema „Sustainable Feminism? Queer-feministische Film- und Medienwissenschaft als nachhaltige Praxis“. Unter der Moderation von Gloria Meynen diskutierten zunächst Judith Keilbach und Laura U. Marks, gefolgt von Enar de Dios Rodriguez und Ulrike Wirth über Nachhaltigkeit, Klimagerechtigkeit und queer-feministische Anthropozänkritik im Kontext der Medienwissenschaften, -produktion, sowie dem Konsum von Medien.
Das abschließende, von Michaela Moser moderierte, partizipative Format zielte auf die kollaborative Erstellung eines Manifests mit allen Teilnehmenden zur Frage „Feministisch arbeiten: Who cares?!“ ab. Das Ergebnis wurde anschließend in einem, analog zu der Veranstaltungsreihe entwickelten Tagungsbuch veröffentlicht – einem von mehreren studentischen Projekten wie u. a. einem Aftermovie der Tagung und Merchandise zur Konferenz. Diese wurden im Zuge einer tagungsbegleitenden Lehrveranstaltung unter der Leitung von Monika Bernold und Andrea Braidt am Institut für Theater-, Film-, Medienwissenschaft der Universität Wien umgesetzt.

## Belege
1. ↑  "Ein Bild von sich selbst." In: Printausgabe Der Standard, 15.05.2003. Online verfügbar unter: https://www.vfw.or.at/archiv/oktober2007/text/SCREENwise.htmlAbgerufen am 26. Mai 2023.
2. ↑  Monika Bernold, Andrea B. Braidt, Claudia Preschl (Hrsg.): Screenwise: Film, Fernsehen, Feminismus . Dokumentation der Tagung "Screenwise. Standorte und Szenarien zeitgenössischer feministischer Film- und TV-Wissenschaften" 15. - 17. Mai 2003 in Wien, Schüren, Marburg 2004.
3. ↑  Isabella Reicher: "Blickschneisen schlagen." In: Printausgabe Der Standard, 12./13.2.2005. Online verfügbar unter: https://www.derstandard.at/story/1949581/blickschneisen-schlagen Abgerufen am 26. Mai 2023.
4. ↑  Monika Bernold, Andrea Braidt, Claudia Preschl, Brigitte Mayr: Programmfolder Screenwise. Internationale Konferenz 15.-18. Mai in Wien. Wien 2003, S. 3.
5. ↑  Monika Bernold, Andrea Braidt, Claudia Preschl, Brigitte Mayr: Programmfolder Screenwise. Internationale Konferenz 15.-18. Mai in Wien. Wien 2003, S. 7.
6. ↑  Monika Bernold, Andrea Braidt, Claudia Preschl, Brigitte Mayr: Programmfolder Screenwise. Internationale Konferenz 15.-18. Mai in Wien. Wien 2003, S. 6.
7. 1 2 3 4  SCREENWISE. Abgerufen am 30. Mai 2023.
8. ↑  Monika Bernold, Andrea Braidt, Claudia Preschl, Brigitte Mayr: Programmfolder Screenwise. Internationale Konferenz 15.-18. Mai in Wien. Wien 2003, S. 9.
9. ↑  Monika Bernold, Andrea Braidt, Claudia Preschl, Brigitte Mayr: Programmfolder Screenwise. Internationale Konferenz 15.-18. Mai in Wien. Wien 2003, S. 8.
10. 1 2  SCREENWISE. Abgerufen am 26. Mai 2023.
11. ↑  Vgl. Monika Bernold, Andrea Braidt, Claudia Preschl, Brigitte Mayr: Programmfolder Screenwise. Internationale Konferenz 15.-18. Mai in Wien. Wien 2003, S. 11.
12. ↑  Vgl. Monika Bernold, Andrea Braidt, Claudia Preschl, Brigitte Mayr: Programmfolder Screenwise. Internationale Konferenz 15.-18. Mai in Wien. Wien 2003, S. 13.
13. 1 2  Andrea Kuhn: SCREENWISE: Standorte und Szenarien der zeitgenössischen feministischen Film- und TV-Wissenschaften. In: FKW // Zeitschrift für Geschlechterforschung und visuelle Kultur. 1. Dezember 2003, S. No. 36 (2003): KRIEGSSCHAUPLÄTZE, doi:10.57871/FKW362003935 (fkw-journal.de [abgerufen am 26. Mai 2023]).
14. 1 2 3  SCREENWISE. Abgerufen am 26. Mai 2023.
15. ↑  Monika Bernold, Andrea Braidt, Claudia Preschl, Brigitte Mayr: Programmfolder Screenwise. Internationale Konferenz 15.-18. Mai in Wien. Wien 2003, S. 14.
16. ↑  Monika Bernold, Andrea Braidt, Claudia Preschl, Brigitte Mayr: Programmfolder Screenwise. Internationale Konferenz 15.-18. Mai in Wien. Wien 2003, S. 15.
17. ↑  Monika Bernold, Andrea Braidt, Claudia Preschl, Brigitte Mayr: Programmfolder Screenwise. Internationale Konferenz 15.-18. Mai in Wien. Wien 2003, S. 16.
18. ↑  Andrea Braidt, Angela Koch, Brigitte Mayr, Sabine Nessel, Andrea Seier, Hedwig Wagner (Hrsg.): Programmfolder Screenstrike. Gender - Medien - Kritik. Wien 2012.
19. ↑  brut wien | Konzerthaus | Künstlerhaus. Abgerufen am 27. Mai 2023.
20. ↑  Belvedere Museum Wien | Online Panel: Screenfest. Abgerufen am 24. Mai 2023.
21. ↑  Andrea Braidt, Nicole Kandioler, Claudia Slanar, Katja Wiederspahn, Mara Hildesheim, Elisabeth Leeb, Paul Kunz, Nico Reiter, Yvonne Sobotka, Michaela Moser: Screenfest. Queer Film Festivals im Kontext. Hrsg.: Andrea B. Braidt, Nicole Kandioler, Claudia Slanar, Katja Wiederspahn. Wien 2021.
22. 1 2 3  Bert Rebhandl: Gemeinsamer Nenner: Feminismus. Der Standard, Wien 30. Mai 2023.
23. ↑  Gesellschaft für Medienwissenschaft (Hrsg.): Medien der Sorge. Band 13, Nr. 24. Zeitschrift für Medienwissenschaft, 2021.
24. ↑  Tipping Point Talks. Abgerufen am 27. Juni 2023.
25. ↑  Feministisch Betrachtet & Screenwise: intersektional – kooperieren. Abgerufen am 27. Juni 2023.
26. ↑  Feministisch Betrachtet. Abgerufen am 27. Juni 2023.
27. ↑  Belvedere Museum Wien | Queering the Belvedere: Queer History Tour Favoriten. 24. Mai 2023, archiviert vom Original am 24. Mai 2023; abgerufen am 27. Juni 2023.  Info: Der Archivlink wurde automatisch eingesetzt und noch nicht geprüft. Bitte prüfe Original- und Archivlink gemäß Anleitung und entferne dann diesen Hinweis.
28. ↑  Screenwise 2003 | 2023. Who Cares!? Debatten gegenwärtiger queer-feministischer Film- und Medien(wissenschaften). Abgerufen am 27. Juni 2023.